# Tejido (textil)

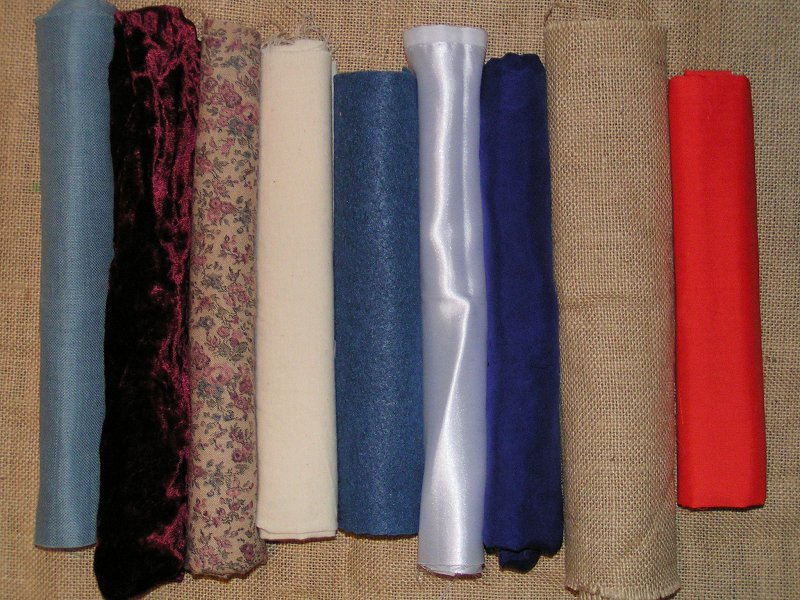
Varios tipos de materiales textiles: sarga de algodón liso, terciopelo, muselina de algodón estampado, calicó, fieltro (es un no tejido), raso, seda, arpillera, mezcla algodón-poliéster.

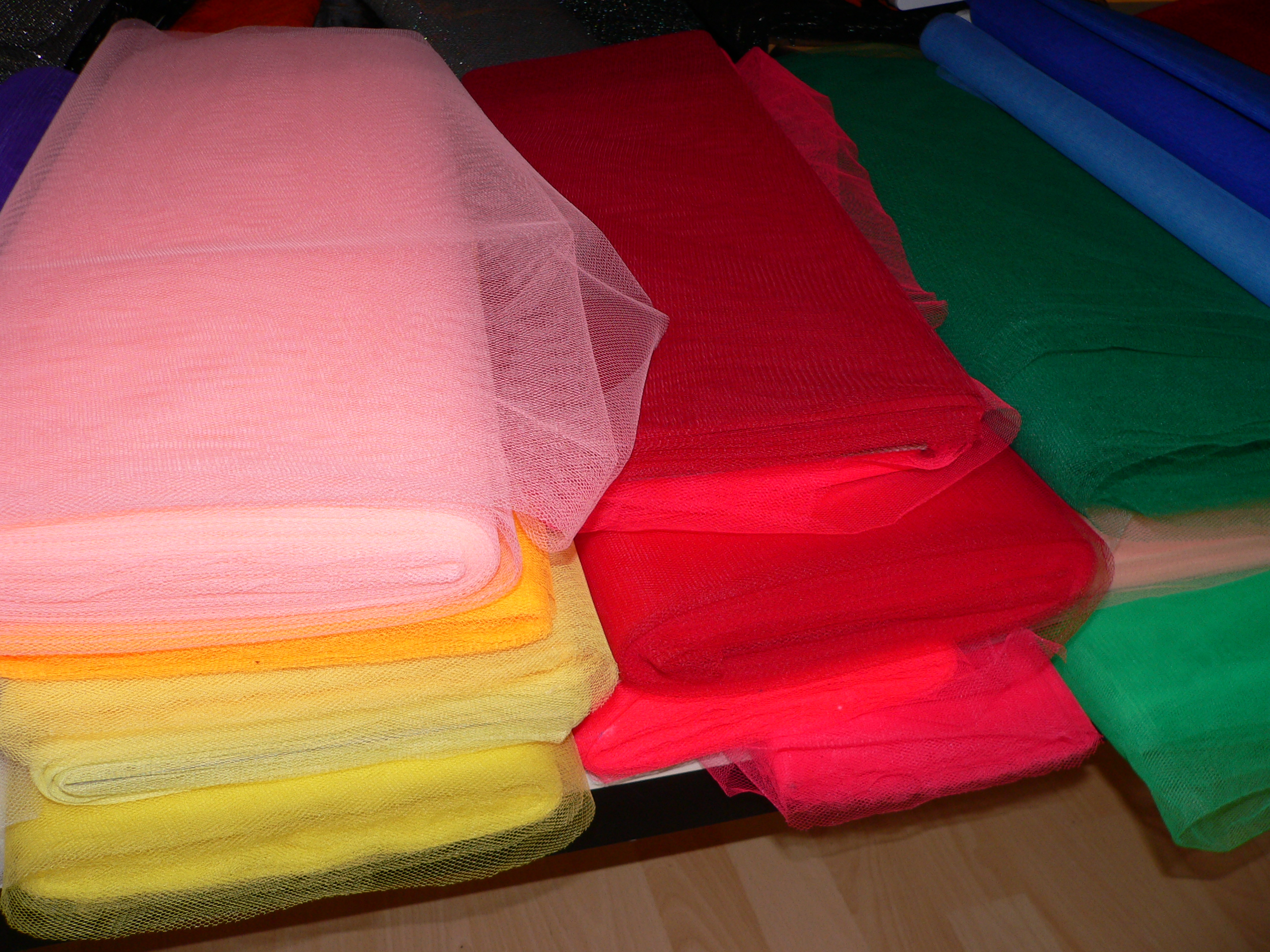
Piezas de tul

Un tejido o, en lenguaje más popular, tela es un material textil. Un tejido es el género obtenido en forma de lámina más o menos resistente, elástica y flexible, mediante el cruzamiento y enlace de series de hilos o fibras de manera coherente al entrelazarlos o al unirlos por otros medios.
Un tejido puede ser el resultado de muchas cosas:
1. «tejer» o entrelazar dos hilos, filamentos o fibras diversas (naturales, artificiales o sintéticas): una longitudinal, llamada urdimbre y otra transversal, llamada trama. Son los «tejidos de calada».[1]
2. una serie de lazadas que forman una malla o red (llamados «tejidos de punto», «géneros de punto» o «tricotados»). Algunos están formados por un solo hilo que enlaza consigo mismo, como el género de punto por trama, el ganchillo, etc. mientras que otros están formados por una serie de hilos, como el género de punto por urdimbre, algunos encajes, etc.
3. un cruzamiento de dos o más series de hilos de la urdimbre, sin trama, como ciertos tules.

La industria que fabrica tejidos a partir de hilos en general se le llama tejeduría. Existe gran variedad de géneros fabricados con fibras mixtas —combinación de fibras naturales, artificiales o sintéticas— y cada uno de ellos se comporta de modo diferente.
Los tejidos se clasifican de acuerdo con su estructura.

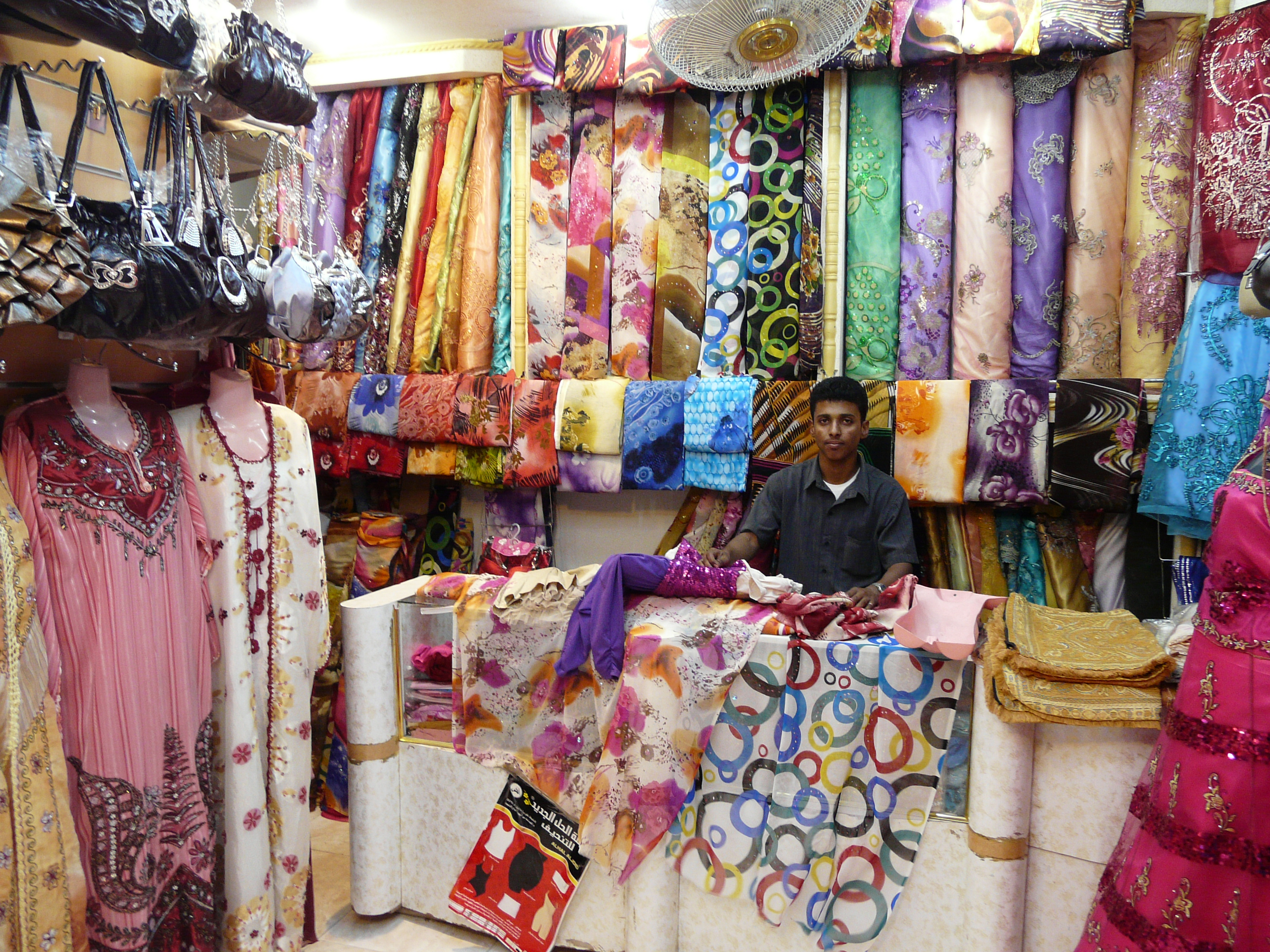
La tienda de textiles en Al Mukalla, Yemen.

## Origen
Los tejidos surgen por la necesidad humana de protegerse del frío, de la lluvia, y de otros efectos climáticos. En el neolítico se comenzó a hilar el lino para el verano, y la lana para el invierno, —el huso y el telar son inventos del neolítico—. En la antigua China, se fabricaban tejidos de seda ya alrededor del año 3000 a. C. Los egipcios lograron también obtener finas telas de lino y de algodón. En México, los indígenas fabricaban sus telas del algodón y de fibras sacadas y tratadas del maguey.
La expresión del sentido del hilo se refiere al sentido en que el hilo de la urdimbre corre en la tela. La línea de dirección del hilo indica la posición en que se deberán alinear los patrones en relación con el orillo de la tela.

## Estructura

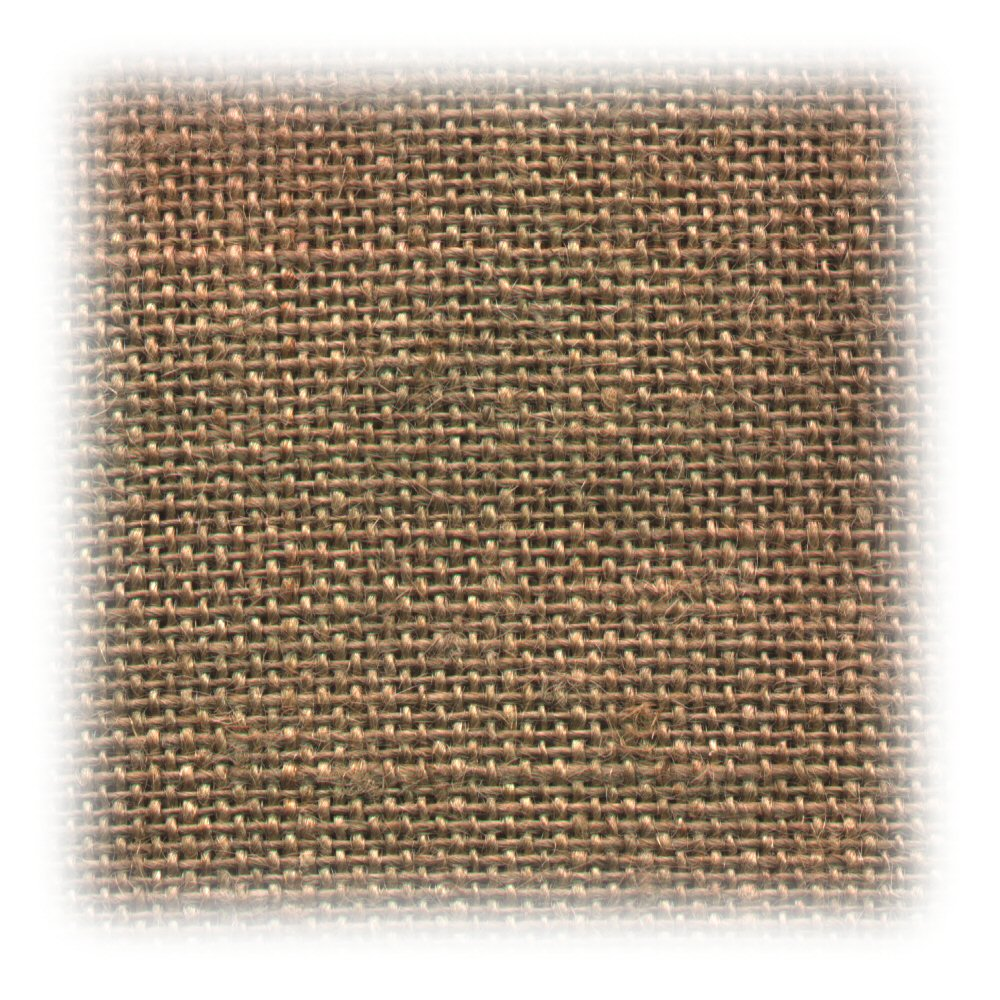
Tejido plano «ligamento tafetán» de yute

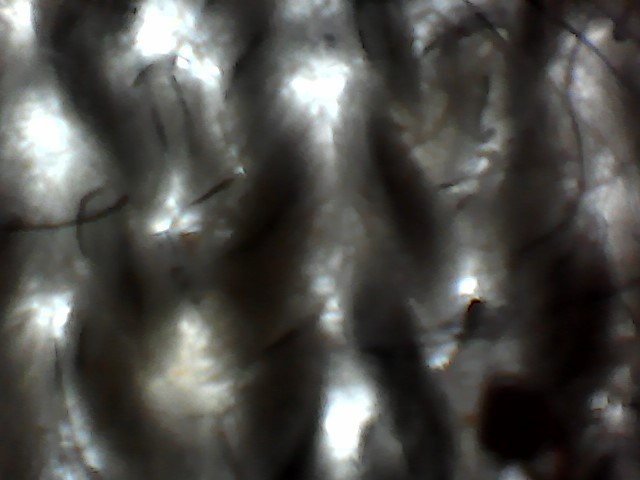
Muestra tomada de fibra de tela observada en un microscopio electrónico

Los tejidos pueden elaborarse con distintas estructuras:
- Tejidos planos, llamados también «de urdimbre y trama» que se dividen en tres tipos o «ligamentos» (por el entrelazado de la trama con la urdimbre):[4]
  - Tafetán: la trama pasa alternativamente por encima y por debajo de cada hilo o conjunto de hilos en que se divide la urdimbre, a modo de un sencillo enrejado. Ejemplos: cañamazo, chintz, voile, muselina, organdí, vichy...
  - Sarga: la urdimbre se divide en series cortas de hilos (de tres, cuatro o cinco), de los cuales solo uno cubre la trama en la primera pasada y el siguiente hilo en la segunda pasada, etc. Resulta un tejido «a espina». Ejemplos, chino, denim, tweed, pata de gallo, gabardina...
  - Raso[5] o satén: los hilos de la urdimbre se dividen en series mayores que para la sarga (de cinco a ocho series). De estos hilos, cada uno solo cubre la trama en la primera pasada; en la siguiente, el tercero saltando uno y así sucesivamente. De aquí resulta que, teniendo la urdimbre pocos enlaces con la trama y siendo esta de seda, la superficie del tejido aparece brillante; además son tejidos que deslizan fácilmente. Ejemplos: crespón o crepé, rasete, raso de doble faz.
- Tejidos complejos, con estructura más compleja que los tejidos planos.
  - Tejidos de pelo, se obtienen con bucles en la urdimbre y la trama que pueden cortarse o mantenerse. Ejemplos: pana, terciopelo, rizo...
  - Doble tela o tejido reversible. Ejemplos: Meltón, velours...
  - Otros: Brocado, adamascado, piqué, tejido de fantasía...
- Tejidos técnicos.
- Tejido de punto, llamado también «tricotado», puede ser plano o tubular, según el tipo de máquina con que se realice el tejido. Además se puede tejer:
  - por trama, un hilo va formando lazadas a lo largo de una «pasada» o fila horizontal como al hacer punto. Ejemplos: punto liso, punto doble o interlock o de doble fontura.
  - por urdimbre, similar a la tejeduría. Ejemplo: Raschel

## Materiales

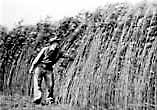
Campo de cáñamo en Estados Unidos, subvencionado por el gobierno estadounidense durante la Segunda Guerra Mundial, para la campaña «Cáñamo para la victoria» (1942).

Tienen como base tres tipos de fibras: naturales, artificiales y sintéticas. Las naturales proceden de plantas o animales, como la lana, el algodón, la seda y el lino. Las fibras artificiales están manufacturadas a partir de materia prima natural, —básicamente celulosa—, como los rayones. Las fibras sintéticas se producen por procesos químicos, como el poliéster, el nailon y el acetato. También se fabrican tejidos con mezcla de fibras para conseguir las cualidades de los distintos materiales en una prenda.
Los principales materiales aprovechados por la industria desde la antigüedad son los siguientes:
- Lana: muy en uso desde el tiempo de los patriarcas hebreos, ya que eran pastores de ovejas (de donde extraían el material).
- Seda, utilizada en China desde el 2700 a. C. (según algunos historiadores). En Europa fue conocida como material textil (aunque no se conocía todavía el gusano) desde el siglo II a. C. Los persas de la dinastía sasánida la cosechaban ya desde el siglo IV d. C. y en ese mismo siglo se tejía en Grecia, tras recibirla en bruto desde Asia. En el Imperio bizantino se empezó a cultivar en la época del emperador Justiniano I (siglo VI) en que unos misioneros la importaron de China.
- Lino: conocido sobre todo en Egipto donde se han hallado lienzos envolviendo las momias.
- Algodón, procedente de la India e introducido en Europa (primero en Grecia) por las conquistas de Alejandro Magno hacia el 333 a. C.. Se cuentan el satén, popelín, la franela y el percal
- Cáñamo: utilizado ampliamente en numerosas culturas desde muy antiguo (en China aproximadamente desde hace más de 6000 años) no solamente por su potencial textil de alta y variada calidad, sino también por otras aplicaciones, tanto de su fibra como de otras partes de la planta.
- Biso (o byssus): especie de lino de muy fina textura, que estuvo en uso hasta la época de las Cruzadas.
- Hilo de oro o plata dorada: se usó desde muy antiguo en los tejidos preciosos de Asia, ya en forma de hilo muy fino, ya en forma de lámina u hojuela también muy fina. Lo más frecuente era utilizar dichos metales enrollados en forma de hélice sobre un hilo (ánima) de lino o seda, llamado también «hilo de oro». Del mismo modo, se usa el llamado «oro del Japón» u «oro de Chipre» (traído a Europa por las Cruzadas y por los árabes, fabricado después en Italia y usado hasta mediados del siglo XVI) que se forma por una vitela o película dorada muy fina y resistente enrollada a un hilo ordinario. Cuando se emplean hilos de cobre dorado en los tejidos, se llaman «entrefino» y si son de cobre «similor» u «oropel», «oro falso». Las edades antigua y media no conocieron los entrefinos ni los similores que son de invención más reciente.

## Propiedades

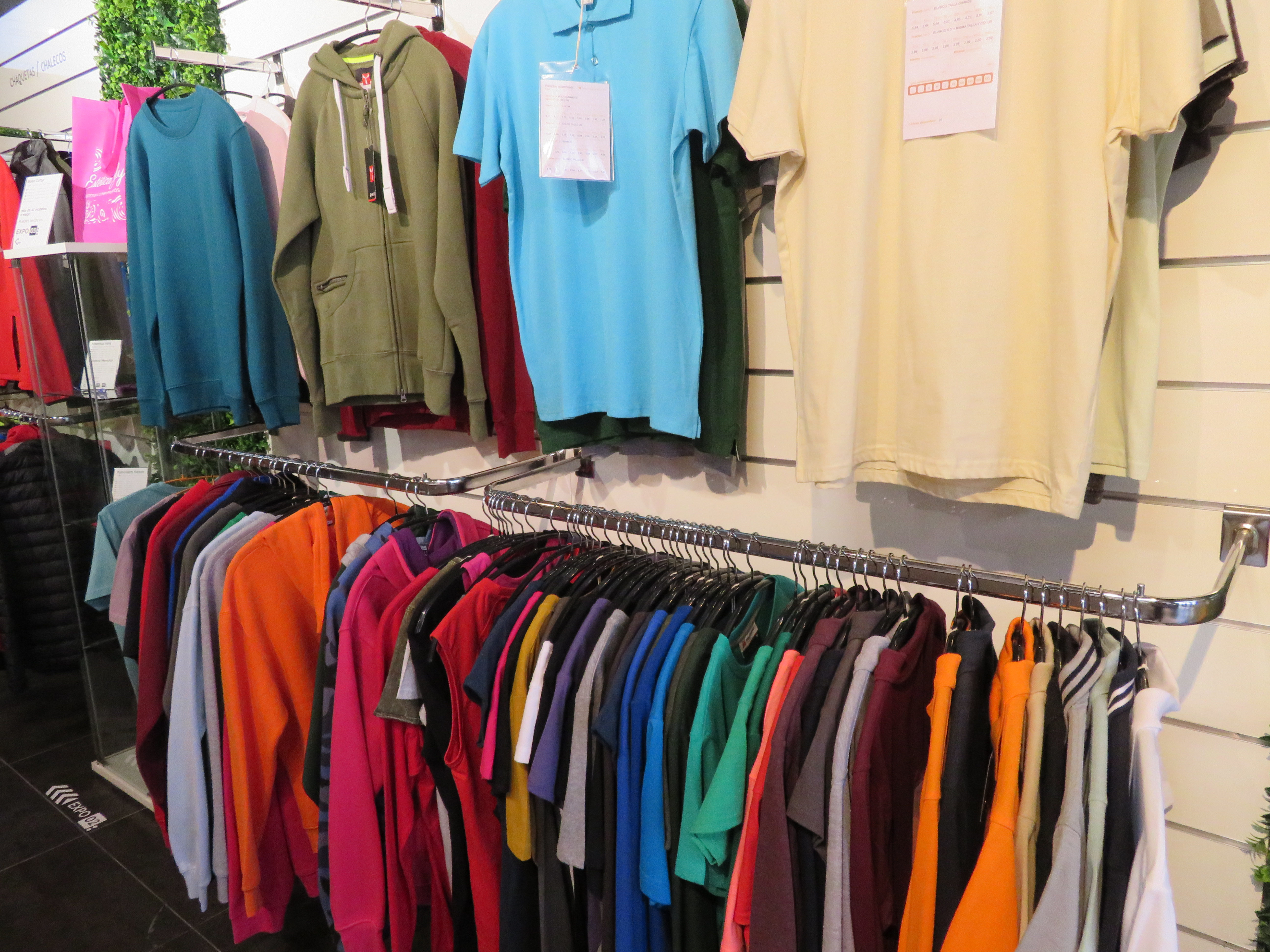
Exposición impretex, tienda de ropa textil

Las propiedades derivan del material y del tipo de tejido; determinan su calidad y diversos usos.
- Permeabilidad al aire.
- Permeabilidad al agua.
- Tenacidad o resistencia al rasgado (máxima tensión que soporta sin romperse).
- Solidez del color.
- Elasticidad.
- Densidad (Peso por unidad de área).
- Espesor.
- Resistencia térmica o capacidad aislante.
- Duración.

## Acabado de un tejido

Antiguo método de blanqueo de artículos de algodón y de lino sobre césped.

El tejido, cuando sale de un telar o de una máquina de tejer, no es fácilmente utilizable. Puede ser áspero, desigual o tener defectos como la torcedura. Por lo tanto, es necesario acabar el tejido. Las técnicas de acabado aumentan el valor de los tejidos tratados.: 6  Tras la fabricación, los tejidos se someten a una serie de procedimientos de acabado, como el blanqueo, el teñido, el estampado y el acabado mecánico y químico.

### Coloración
Los tejidos se tiñen con frecuencia, por lo que están disponibles en casi todos los colores. El proceso de teñido requiere a menudo varias docenas de litros de agua por cada kg de ropa. Los diseños de colores en los tejidos pueden crearse tejiendo fibras de diferentes colores (tartán o ikat uzbeko), añadiendo puntadas de colores a la tela acabada (bordado), creando patrones mediante métodos de teñido por resistencia, atando zonas de tela y tiñendo el resto (teñido de corbata), dibujando diseños de cera en la tela y tiñendo entre ellos (batik), o utilizando diversos procesos de impresión en la tela acabada. La xilografía, que aún se utiliza en la India y en otros lugares, es el proceso más antiguo y se remonta al menos al año 220 de la era cristiana en China. A veces también se blanquean los tejidos, haciéndolos pálidos o blancos.

### Acabados
El acabado textil es el proceso de convertir el tejido o la materia prima en un producto útil, que puede hacerse mecánica o químicamente. El acabado es un término amplio que se refiere a una variedad de técnicas y tratamientos físicos y químicos que finalizan una etapa de la producción textil al tiempo que preparan la siguiente. El acabado textil puede incluir aspectos como la mejora del tacto de la superficie, la mejora estética y la adición de acabados químicos avanzados. Un acabado es cualquier proceso que transforma productos inacabados en productos acabados. Esto incluye el acabado mecánico y las aplicaciones químicas que alteran la composición de los textiles tratados (fibra, hilo o tejido).
Desde la década de 1990, con avances en tecnologías como el proceso de prensado permanente, los agentes de acabado se han utilizado para fortalecer los tejidos y hacer que no se arruguen. Más recientemente, la investigación en nanomateriales ha dado lugar a avances adicionales, con empresas como Nano-Tex y NanoHorizons que desarrollan tratamientos permanentes basados en nanopartículas metálicas para hacer que los tejidos sean más resistentes a agentes como el agua, las manchas, las arrugas y patógenos como bacterias y hongos.
Los tejidos reciben toda una serie de tratamientos antes de llegar al usuario final. Desde los acabados con formaldehído (para mejorar la resistencia a las arrugas) hasta los acabados biocidas y desde los retardantes de llama hasta el teñido de muchos tipos de tejidos, las posibilidades son casi infinitas. Sin embargo, muchos de estos acabados también pueden tener efectos perjudiciales para el usuario final. Por ejemplo, se ha demostrado que algunos tintes dispersos, ácidos y reactivos son alergénicos para las personas sensibles. Además, también se ha demostrado que algunos tintes específicos de este grupo inducen dermatitis de contacto purpúrica.
Eisengarn, un término en alemán que significa "hilo de hierro" en español, es un material resistente que refleja la luz, inventado en Alemania en el siglo XIX. Se fabrica empapando hilos de algodón en una solución de almidón y parafina. A continuación, los hilos se estiran y pulen con rodillos y cepillos de acero. El resultado es un hilo brillante, resistente al desgarro y muy duradero.
| Acabado   | Tejido |
| --------- | --- |
| Cepillado | alfombras, moquetas, terciopelo, terciopelo y pana, denominados tejidos de pelo, se fabrican entrelazando un hilo secundario a través de tela tejida, creando una capa empenachada conocida como siesta o pelo.: 196                                                                                                 |
| Cizallado | La "cizalladora" es una máquina equipada con cilindro de cizallado, cuchilla de guía, escape de pelusa y sensores de costura de unión. La máquina funciona de forma similar a un cortacésped.: 197 La piel de topo y el terciopelo son materiales cizallados en los que el pelo se corta hasta un determinado nivel. |

## Proceso de producción textil en algodón
El proceso de producción textil, desde la preparación hasta el acabado de las telas, influye en la solidez al color de los productos finales. La preparación de las fibras de algodón, que contienen impurezas como ceras y aditivos, es crucial para un teñido óptimo. La selección del tinte es esencial para obtener la solidez del color deseada, ya que cada tipo de tinte tiene características particulares, como resistencia al lavado y a la luz. Los tintes pueden clasificarse según cómo se fijan a la fibra, como los tintes directos, al azufre o reactivos. Además, el acabado final, que incluye el uso de resinas y enzimas, mejora la solidez al color, la resistencia al lavado y la apariencia de la tela, aunque puede afectar otras propiedades físicas del material.

## Impacto medioambiental
La ropa es necesaria para satisfacer las necesidades fundamentales de los seres humanos. El aumento de la población y del nivel de vida ha incrementado la necesidad de ropa, lo que ha aumentado la demanda de fabricación textil; el procesamiento en húmedo requiere un mayor consumo de agua. La maquinaria y los procedimientos de tratamiento convencionales utilizan enormes cantidades de agua, especialmente en el caso de las fibras naturales, que requieren hasta 150 kg de agua por kg de material.  El sector textil es responsable de un número considerable de impactos ambientales. Sin embargo, el vertido de efluentes no tratados en los cuerpos de agua es responsable de la mayor parte de los daños medioambientales producidos por el sector textil.
Se cree que el sector textil utiliza 79 billones de litros de agua al año y vierte alrededor del 20% de todos los efluentes industriales al medio ambiente.  Según informes, los compuestos aromáticos y heterocíclicos utilizados en los grupos de coloración y polares constituyen la mayoría de los tintes utilizados en los procesos de coloración textil. Su estructura química es compleja y estable, lo que dificulta la depuración de las aguas residuales de estampación y tintura.
Además, los tejidos constituyen un porcentaje significativo de los residuos de los vertederos. En 2023, investigadores de la Universidad Estatal de Carolina del Norte utilizaron enzimas para separar el algodón del poliéster en un primer paso hacia la reducción de los residuos textiles, permitiendo reciclar cada material.

## Efectos sobre la salud humana
Muchos tipos de enfermedades respiratorias, problemas cutáneos y alergias pueden deberse a los tintes y pigmentos utilizados en la tinción de tejidos posteriormente vertidos al agua.
Aunque es poco probable que los niveles de formaldehído en la ropa sean lo suficientemente altos como para provocar una reacción alérgica, debido a la presencia de este tipo de sustancias químicas, el control de calidad y las pruebas son de suma importancia. Los retardantes de llama (principalmente en su forma bromada) también son motivo de preocupación en lo que respecta al medio ambiente y a su posible toxicidad.

## Expresiones
- Adivinar o ver por tela de cedazo. Juzgar alguno las cosas no como son en sí, sino como se las presenta su pasión o preocupación.
- Echar tela. Hacer o mandar hacer las labores necesarias para tejerla.
- Haber o sobrar tela que cortar. Frase que explica la abundancia en algún término y que aunque se quite parte, queda suficiente.
- Llegar a las telas del corazón. Significa el mucho dolor, sentimiento, lástima o compasión que ocasiona alguna cosa.
- Mantener la tela. Ser el principal sostenedor de las lides, justas y otros espectáculos.
- Mantener tela. Tomar la mano en la conversación satisfaciendo a lo que otros preguntan.
- Poner en tela de juicio. Poner en duda.[28]